# Витрина магазина жизни
«Витрина магазина жизни» (англ. Life's Shop Window) — американская немая драма, снятая Джеймсом Эдвардсом в 1914 году. Фильм является экранизацией одноимённого романа Энни Кори 1907 года. Картина повествует об английской сироте Лидии Уилтон и её муже Бернарде Четвине. Уилтон рожает ребёнка в незаконном браке — она вынуждена покинуть Англию, чтобы быть со своим возлюбленным; воссоединившись с мужем, она изменяет ему со старым знакомым Юстасом Пелхэмом; они вместе решают сбежать, но в последний момент Уилтон передумывает. Главные роли исполнили Клэр Уитни и Стюарт Холмс.
Это первый фильм компании Box Office Attractions. В основном кинокартина получила положительные отзывы о сюжете, тем не менее мнения о качестве изображения у рецензентов разошлись. Премьера была особенно успешной в Нью-Йорке. Считается, что оригинальная киноплёнка была утеряна во время пожара на складе в 1937 году.

## Сюжет
Бернард Четвин (англ. Bernard Chetwin) — работник на ферме Джона Андерсона (англ. John Anderson) в Англии. Однажды Бернард знакомится со служанкой Андерсона — Лидией Уилтон (англ. Lydia Wilton). Она рассказывает молодому фермеру о своих мечтах и желаниях, и после общения они влюбляются друг в друга. Уилтон также узнаёт Юстаса Пелхэма (англ. Eustace Pelham), который рассказывает девушке о своей философии — «витрине магазина жизни». Её суть заключается в том, что люди принимают свои решения, основываясь на поверхностных суждениях, «обложке». Спустя некоторое время Бернард Четвин и Лидия Уилтон тайно вступают в брак.
Четвин, женившись на Уилтон, вынужден уехать из английской деревни в Аризону на заработки, для постройки собственной фермы. Он не взял с собой жену, так как это могло вызвать вопросы у пограничников; но пообещал, что вернётся за ней. Позже Уилтон рожает ребёнка, а жена Андерсона (хозяина фермы, где живёт девушка) прогоняет её из-за внебрачного дитя, так как союз был заключён незаконно. Уилтон забирает ребёнка и едет к своему мужу, где воссоединяется с ним на ранчо.
Четвин всё свободное время тратит на руководство фермой, поэтому Уилтон чувствует себя одинокой. Однажды она встречает рядом с ранчо Пелхэма, который, пользуясь занятостью мужа, ухаживает за женщиной. Он уговаривает её сбежать и бросить семью. Во время подготовки к побегу их застаёт прислуга Старлайт (англ. Starlight), напомнившая о материнских обязанностях Уилтон. После этого она отказывается от плана и решает остаться с мужем и ребёнком. Четвин прощает её и старается уделять больше внимания жене, а дальнейшая судьба Пелхэма остаётся неизвестной.

## В ролях
| Актёр           | Роль                  |
| --------------- | --------------------- |
| Клэр Уитни      | Лидия Уилтон          |
| Стюарт Холмс    | фермер Бернард Четвин |
| Уолтер Хичкок   | Юстас Пелхэм          |
| Тереза Микелена | служанка Старлайт     |

## Производство
Энни Кори, написавшая одноимённый роман, была популярной, но критикуемой новой женщиной. Основные темы её романов — женская сексуальность и прелюбодеяние. Она часто меняла «гендерные роли», давая женским персонажам возможность самим вершить судьбу. Журналистка Элизабет Бисланд сравнила персонажа романа Лидию с Эстер Принн из «Алой буквы», назвав Уилтон «очень модернистской героиней». Роман «Витрина магазина жизни» был некоторое время запрещён в Великобритании Ассоциацией библиотек. На основе произведения была поставлена пьеса, хотя некоторая часть текста была «выкинута» из сценария.
В 1914 году основной деятельностью компании Уильяма Фокса — «Box Office Attraction Film Rental Company» — было кинодистрибьюторство. Организация закупала киноленты у студий, вроде Balboa Amusement Producing Company, и показывала их в кинотеатрах Нью-Йорка и других штатов. Поэтому, разработку экранизации романа собирались заказать у сторонней студии. Однако Уильям Фокс принял решение создать собственную студию «Box Office Attractions Company» и самостоятельно отснять фильм. Помещения были куплены в Бергене и Статен-Айленде.
Права на экранизацию повести были приобретены за 100 долларов. В конечный вариант сценария не вошли многие противоречивые моменты, за которые критиковался сам роман. Цензура помогла Fox в будущем развиться и стать респектабельной студией. Режиссёром был назначен Джеймс Эдвардс — этот фильм общепринято считается его дебютом, хотя некоторые источники это оспаривают, так как съёмками мог руководить Бертрам Бракен.
Съёмки проходили на ферме в Статен-Айленде и, возможно, в студии «Fort Lee». Бюджет ленты составлял 4,5 тыс. долларов или, по версии других источников, 6,5 тыс. долларов. Во время рекламной кампании Уильям Фокс преувеличил стоимость производства более чем в 30 раз, так как для производство фильма такого хронометража обычно требовалось от 20 тыс. до 30 тыс.. долларов. Историк в области кино Терри Рамсейс написал, что Фоксу не понравился фильм, и он предложил «сжечь эту чёртову штуку»; однако его всё же уговорили выпустить его в прокат. Предпоказ состоялся 20 октября 1914 года в Музыкальной академии Нью-Йорка, а официальная премьера — 19 ноября.

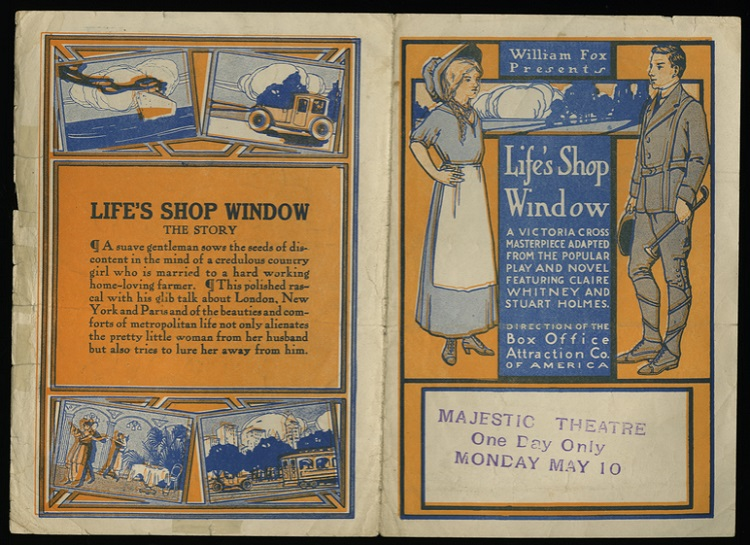
Передняя сторона брошюры с рекламой фильма.
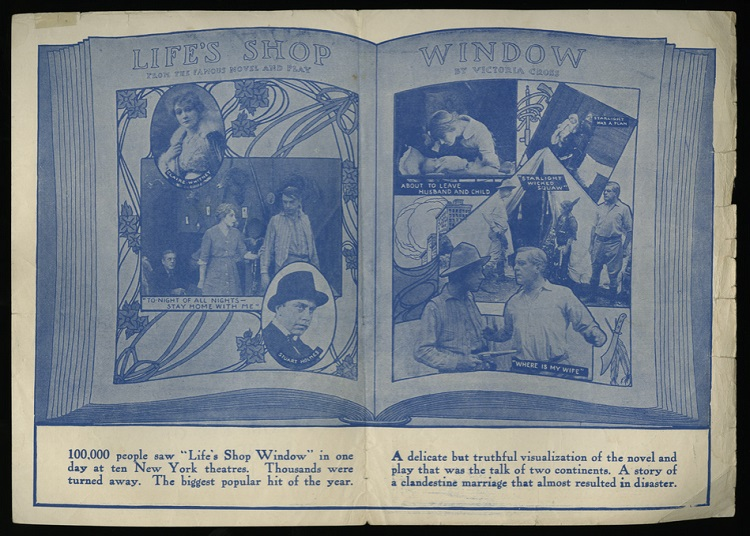
Обратная сторона брошюры с рекламой фильма.

## Критика и память

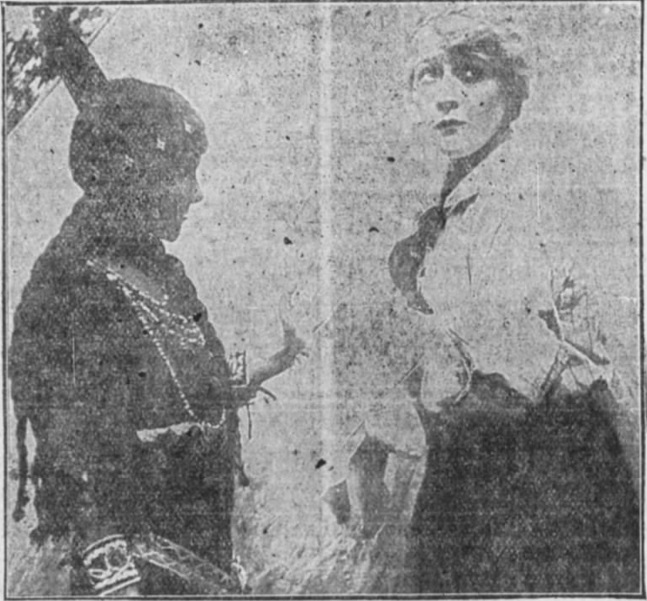
Рекламный кадр из фильма.

Отзывы на фильм были неоднозначными. Кинокритик из журнала The Moving Picture World Стивен Буш назвал фильм «первоклассным», отметив проблемы с сюжетом, кинематографией и «невероятно плохим музыкальным сопровождением». Он негативно отозвался и о цензуре сценария. Спустя неделю Фокс опубликовал свой ответ на критическую статью, пообещав избегать «непристойных и сексуальных драм». Питер Милн из Motion Picture News тоже положительно отозвался о фильме и похвалил решение сделать «чистую» адаптацию, отметив реализм происходящего на экране. Между тем в Variety был опубликован негативный отзыв, где критиковался монтаж, режиссура и актёрская игра; было отмечено, что успех фильм получил благодаря книге.
Несмотря на некоторые негативные отзывы, фильм стал популярным среди женщин и имел финансовый успех. В первую неделю показов в кинотеатры Нью-Йорка были большие очереди, длиною в один квартал. После переименования в «Fox Film Corporation», фильм выпускался под этим брендом.
В 1937 году, во время пожара на складе Fox, фильм, предположительно, сгорел. В Библиотеке Конгресса нет информации о существовании каких-либо копий.